# إقصاء الشباب

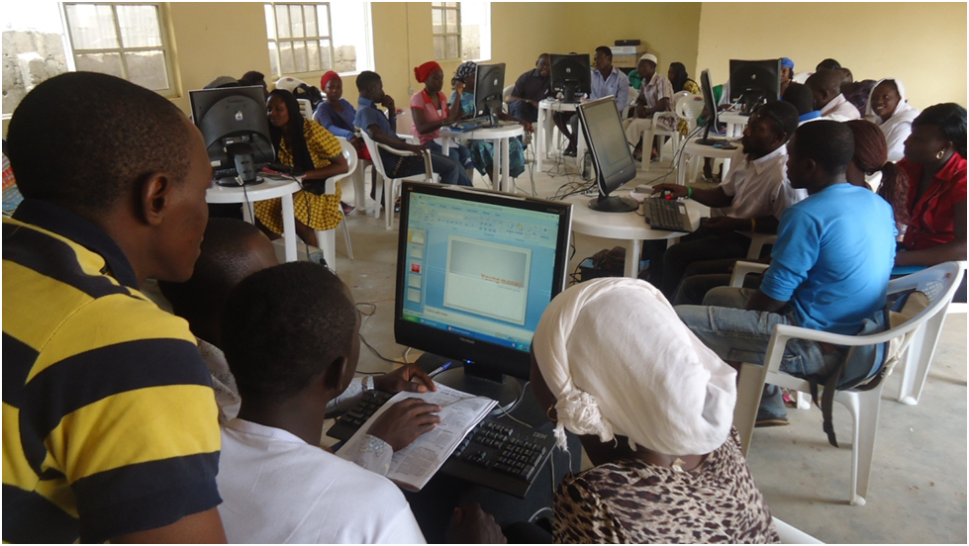

إن إقصاء الشباب هو شكل من أشكال الاستبعاد الاجتماعي الذي يكون فيه الشباب محرومين اجتماعيًا من الانضمام إلى المؤسسات والمنظمات في مجتمعاتهم. تعد الاقتصادات المضطربة، والافتقار إلى البرامج الحكومية، والعوائق التي تعترض التعليم، أمثلة على الخلل الوظيفي داخل المؤسسات الاجتماعية التي تُسهم في إقصاء الشباب، ما يزيد من صعوبة انتقال الشباب إلى مرحلة الرشد. أدركت الحكومات الأوروبية مؤخرًا أوجه القصور هذه في الهياكل التنظيمية للمجتمعات وبدأت في إعادة النظر في السياسات المتعلقة بالإقصاء الاجتماعي. تستهدف العديد من السياسات التي تعالج الإقصاء الاجتماعي الشباب لأن هذه التركيبة السكانية للأفراد تواجه الانتقال إلى مرحلة الرشد من خلال تحديد الخيارات الوظيفية ونمط الحياة التي ستؤثر على ثقافة المجتمع وبنيته المستقبلية.
ويؤثّر إقصاء الشباب متعدّد الأبعاد في هذا العمر والعرق والجنس والطبقة ونمط الحياة على التجارب الحياتية للشباب داخل ثقافة معيّنة. يؤثر هذا التقاطع على مدى اختبار الفرد الشاب للإقصاء. وبالمثل، يرتبط إقصاء الشباب بسياق محدّد. وهذا يعني أن الشباب يُقصَوْن من المجتمع بطرٍق مختلفة حسب مواقعهم الثقافية والمكانية. يمكن أن يؤدي الاختلاف البسيط بين الفرص والموارد المتوفرة في حي واحد إلى خلق فجوة بين الشباب المشمولين والشباب المقصيين من مجتمعاتهم. وهناك اعتبار آخر، فإن استبعاد الشباب ارتباطي نظرًا إلى أن الإقصاء الاجتماعي يتألف من طرفين: المُستبعِدون والمُستبعَدون. فيما يتعلق بإقصاء الشباب، غالبًا ما يكون المستبعِدون من الأجيال الأكبر سناً الذين يعتقدون أن خدمات الدعم الاقتصادي والمؤسسات تساعد الشباب على تعريض مستوى معيشيتهم المريح للخطر. كل هذه العوامل الديموغرافية والثقافية والمكانية والارتباطية تساهم في التجارب العالمية لإقصاء الشباب.

## أسباب إقصاء الشباب
يمكن بحث استبعاد الشباب عن طريق تقسيم أسبابه إلى عوامل اجتماعية وثقافية. تتضمّن الأسباب الهيكلية للاستبعاد عدم المساواة في السلطة كما يتضح من عدم المساواة التي تتولّد في الوظائف العادية لأسواق الإسكان والعمل. يمكن أن تؤثر البطالة المستمرة لفترة طويلة والدخل المنخفض على قدرة الشخص على الوصول إلى الهياكل الاجتماعية التي تنهض بالفرد في المجتمع من خلال فتح الأبواب أمام فرص جديدة وخلق شعور بقبول المجتمع وإدماجه. وعلى المستوى الهيكلي أيضًا، يُستبعد الشباب من المجتمع ككل من خلال العوائق التي تحول دون التعليم، بالإضافة إلى السياسات الحكومية التمييزية.
تشمل العوامل الثقافية التي تؤثر على إقصاء الشباب ردود الفعل على الفئات التي يشكلها المجتمع كالعرق والجنس. يمكن أن تؤثر هذه التصنيفات أيضًا على اختيار الفرد للإقصاء من المجتمع. يجادل بعض الأكاديميين بأن الشباب مهمّشون لأنهم يختارون فصل أنفسهم عن المجتمع السائد، ويختارون بدلاً من ذلك المشاركة في أنماط حياة بديلة وثقافات ثانوية. ومع ذلك، يرى آخرون أن هذا الاختيار ‹‹خيار قسري››، بدافع من الخوف من التمييز العنصري والجنساني وأنواع التمييز الأخرى. يقدّم ماكدونالد، شاب أسود في المملكة المتحدة كمثال، فقد اختار هذا الشاب عدم الذهاب إلى الجامعة ‹‹لأنه يخشى التمييز كطالب جامعي››. يقول ماكدونالد: ‹‹هذا هو المظهر الخارجي السلبي الذي يفرضه المشمولون اجتماعيًا والذي يؤثّر على خيار الشاب الأسود نحو الإقصاء الاجتماعي››. في هذا المثال، أثّرت العوائق الهيكلية والثقافية على هذا الطالب، لذلك شعر بأنه مستبعد من المجتمع. إذ شعر بالضغط من المجتمع ليبقى على الهامش، وبفعل ذلك يحرم نفسه من الحصول على التعليم. في هذه الحالة، فشل التعليم كهيكل اجتماعي راسخ في توفير الإدماج في المجتمع لهذا الفرد.

### الفقر
الفقر هو أحد أبرز العوامل التي تسهم في إدامة إقصاء الشباب. الفقر حالة من التقوقع تؤثّر على الروابط الاجتماعية للناس وقدرتهم على المساهمة في أنشطة ثقافية محددة تبني المجتمعات. كما يشرح عالم الاجتماع بيتر تاونشند بقوله:
‹‹يمكن القول إن الأفراد والأسر والجماعات يكونون في حالة فقر عندما تكون مواردهم أقلّ بكثير من تلك الحيوات التي يقودها الفرد أو الأسرة من متوسطي الدخل بحيث يكونون مستبعدين فعليًا من أنماط العيش والعادات والأنشطة المعتادة››.
في الواقع، يمكن أن يضعف الفقر قدرة الفرد على المشاركة في السياسة والسكن وأسواق العمل والتعليم الثانوي والأنشطة المتعلقة بالثقافة الشعبية. يمكن أن تؤثر هذه الأنشطة التي يُستبعد منها الأشخاص الفقراء على فرص التواصل الاجتماعي للشباب وبالتالي الحالة المستقبلية لإدماجهم أو استبعادهم من المجتمع.

## الإقصاء الإقليمي للشباب
نظرًا إلى أن تعريف إقصاء الشباب يختلف من ثقافة لأخرى، يجب أن يتضمّن المفهوم تحليلًا لما يعنيه أن تكون عضوًا في مجتمع معيّن. على سبيل المثال، ‹‹تحليل ما يعنيه أن تكون مصريًا أو مغربيًا أو إيرانيًا أو سوريًا، أن تكون مسلماً وعربياً وما إلى ذلك››. داخل البلد الواحد، يمكن تقسيم المناطق أو الولايات بطريقة تتسبّب بمعاناة الشباب المختلفين  ثقافيًا من الإقصاء على مستويات مختلفة. تُنشئ العولمة إقصاءات يمكن مقارنتها بين المجتمعات. ‹‹أعطت العولمة لتقسيم العمل بعدًا دوليًا قويًا؛ وهو البعد الذي ينحاز إلى الغرب على حساب أفريقيا. كما أنها قلّلت من شأن القوّة الاقتصادية للدول الأفريقية وبسطت سيطرتها على اقتصاداتها من خلال وضعها بين أيدي مجموعات متعددة الجنسيات ولاؤها الأولي لبلدانها الأم في أوروبا وأمريكا››. وبالتالي، فإن الشباب الذين يدخلون سوق الوظائف في الجنوب العالمي يتأثرون بتصرفات بلدان الشمال العالمي.

### الهند
تسبّب عدم توفّر فرص العمل في الهند في الإقصاء، وخاصة إقصاء الشُبان، من المجتمع. على الرغم من تلقيهم التعليم العالي المُمتد لفترة طويلة، لا يتمكن الشبان من العثور على عمل. كان لسحب الحكومة التمويل عن التعليم العام دور مؤثّر في إدامة إقصاء الشباب في الهند. وكان رد فعل الشباب هو الانضمام إلى مجموعات غير رسمية من الشباب الآخرين الذين يتجمعون في زوايا الشوارع أو في المقاهي لتمضية الوقت. تشعر هذه المجموعات بشعور من العجز في عدم قدرتها على الانضمام إلى المجتمع بطريقة مُثمرة. يعد الاقتصاد الضعيف وقلّة فرص العمل في هذه الحالة من أسباب الإقصاء بين الأجيال الشابة، ما يخلق الظواهر الاجتماعية المسماة ‹‹إسراف الوقت››. يؤثر هذا الإقصاء على انتقال الشباب إلى سن الرشد ما يجعل الزواج صعبًا على الرجال، والعثور على مسكن، والوفاء بمعايير الذكورة الثقافية بين الجنسين. هناك أيضًا عنصر جنساني يكمن وراء إقصاء الشباب في الهند. مُنعت الشابات من المشاركة في مناقشات المقهى والاجتماعات غير الرسمية التي يعقدها الشبان من أجل مواجهة الإقصاء. يتأثر هذا الفصل بالأدوار الجنسانية المحدّدة سابقًا والتي رسمتها الثقافة.